# Ora del tè

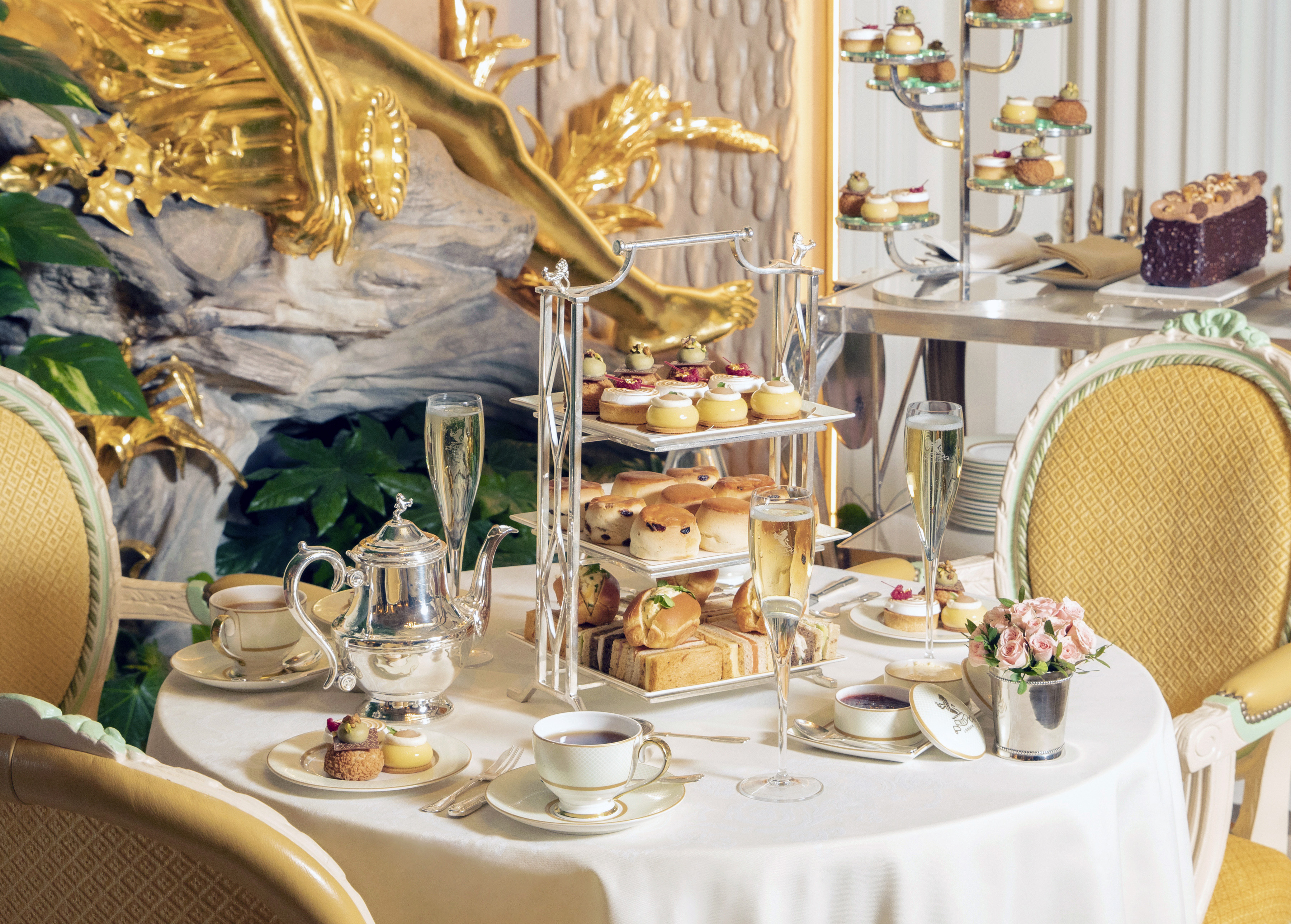
Una tavola imbandita per l'ora del tè

L'ora del tè, tè del pomeriggio o, più impropriamente, tè delle cinque, è una tradizione consolidata in Inghilterra e altri Paesi del Commonwealth durante la quale un gruppo di individui si riunisce, in apposite "sale del tè" tra le 15.30 e le 17.00, per bere il tè e consumare altre vivande. Esistono due principali tipologie di ora del tè:
- Low tea: il tè viene servito con dolcetti e tartine.
- High tea: si tratta di un vero e proprio pasto che sostituisce la cena.

Vi sono diversi antecedenti dell'ora del tè. Nel suo libro satirico A Complete Collection of Genteel and Ingenious Conversation (1738), Jonathan Swift cita degli individui soliti incontrarsi per bere il tè. Nel libro Almanach des Gourmands (1804), Grimod de la Reynière disse di aver consumato regolarmente il tè alle 5 durante un soggiorno in Svizzera.
La vera e propria ora del tè venne però inventata durante gli anni quaranta dell'Ottocento dalla duchessa Anna Stanhope, amica della regina Vittoria, che, per placare il senso di fame, consumava ogni giorno tè e dolcetti poco prima delle 5 di pomeriggio. Anne Stanhope decise di condividerla in seguito con amici e parenti rendendola una consuetudine regale. Successivamente, la tradizione dell'ora del tè si affermò in tutta l'Inghilterra anche tra le classi meno privilegiate.

## Storia

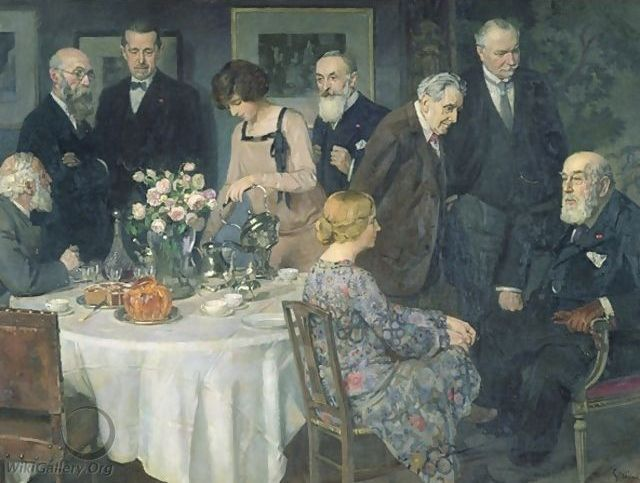
Thé avec des artistes ("Il tè con gli artisti"), Jules-Alexandre Grün, 1929

La tempistica dell'ora del tè si è spostata nel corso dei secoli in risposta alla migrazione del pasto principale, la cena. Fino alla fine del XVIII secolo la cena veniva consumata in quella che oggi viene chiamata “l'ora del pranzo”, ovvero nel primo pomeriggio; la cena era un pasto consumato più tardi e più leggero. La cena rimane un pasto di mezzogiorno in alcune regioni. A poco a poco, la cena cominciò a migrare, tra molte controversie, finché intorno al 1900 arrivò all'orario attuale, nella maggior parte dei luoghi, la sera. All'inizio, l'ora del tè era tipicamente prevista in prima serata, circa tre o quattro ore dopo la cena di mezzogiorno; un'altra ora del tè era prevista anche più tardi, dopo cena e prima di andare a letto.
Nel 1804 Grimod de La Reynière scrisse (in francese) sul tè pomeridiano in Svizzera:
L'osservanza dell'usanza ebbe origine tra le classi sociali benestanti dell'Inghilterra negli anni Quaranta dell'Ottocento. Il rituale fu inventato intorno al 1840 dalla settima duchessa di Bedford, Anna Maria Russell, una delle dame di compagnia della regina Vittoria. A causa della crescente urbanizzazione e industrializzazione, i ricchi inglesi consumavano la cena più tardi rispetto all'inizio, ma sempre pranzando a mezzogiorno. La Duchessa si scoraggiò per il vuoto tra i due pasti e per la conseguente "sensazione di sprofondare". Ha quindi chiesto che nel tardo pomeriggio le venissero consegnati in camera del tè, del pane e del burro e una torta, ed "è nato un rito pomeridiano".
L'Oxford English Dictionary fornisce citazioni risalenti a un secolo prima, in riferimento al tè come incontro sociale. Il primo è tratto dalla guida satirica sull'etichetta di Jonathan Swift, A Complete Collection of Genteel and Ingenious Conversation (1738), "Se si incontrano... ai pasti, al tè o alle visite". Vengono citati anche John Wesley e Harriet Martineau. Il filosofo Thomas Carlyle e sua moglie Jane Welsh Carlyle invitarono gli ospiti per il loro tè alle 19 nel 1850, sebbene a quel tempo si stesse affermando anche il "tè pomeridiano" prima di cena.
Dopo aver inventato il rito del tè pomeridiano, la duchessa di Bedford iniziò a invitare i suoi amici a partecipare. Poiché anche quegli amici erano cortigiani reali, la regina Vittoria venne a conoscenza della nascente usanza e approvò immediatamente. Nel 1880, Sua Maestà aveva adottato lei stessa il rituale e teneva ricevimenti ufficiali del tè nei suoi palazzi.
Dalla fine del XIX secolo il tè pomeridiano si è sviluppato nella sua forma attuale ed è stato consumato sia dalla classe media che da quella alta. Divenne onnipresente, anche nel villaggio isolato del libro di memorie romanzato Lark Rise to Candleford, dove una contadina prepara quello che lei chiama un "tè del visitatore" per la padrona di casa: "la tavola era apparecchiata... c'erano i migliori servizi da tè con una grossa rosa di colore rosa sul lato di ciascuna tazza; cuori di lattuga, pane sottile e burro e le tortine croccanti che erano state sfornate quella mattina."
Gli stabilimenti commerciali conosciuti come case da tè o sale da tè (simili a una caffetteria) erano un tempo comuni nel Regno Unito, ma la loro popolarità è diminuita dopo la seconda guerra mondiale. I negozi di tè ABC e le Lyons Corner Houses erano catene di successo di tali locali e hanno svolto un ruolo nell'aprire possibilità alle donne vittoriane. Un elenco di importanti case da tè in Gran Bretagna fornisce ulteriori esempi. Servivano spuntini leggeri o pasti completi tutto il giorno, alcuni fino a tarda sera. Erano ben illuminati e non servivano alcolici.

## Tipologie

### Tè pomeridiano

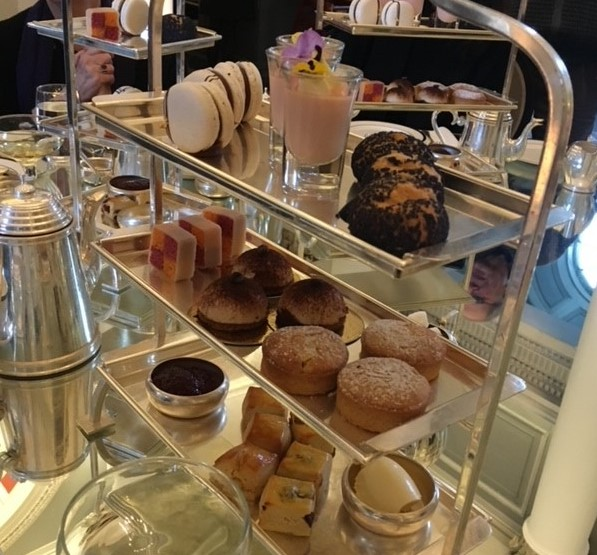
Tè pomeridiano su una torre di servizio d'argento in un hotel di Edimburgo

Il tè pomeridiano è un pasto leggero consumato solitamente tra le 15:30 e le 17:00. Tradizionalmente consisteva in pane a fette sottili e burro, panini delicati (di solito panini al cetriolo o panini con uova e crescione) e solitamente torte e pasticcini (come la Battenberg cake o il pan di spagna Victoria). Possono essere serviti anche gli scone (con panna rappresa e marmellata) come anche per il cream tea. I panini sono solitamente senza crosta, tagliati in piccoli segmenti, come triangoli o dita, e pressati sottili. Di solito non vengono serviti i biscotti.
Al giorno d'oggi, un tè pomeridiano formale è più un'occasione speciale, da prendere come un regalo in un hotel. Il cibo viene spesso servito su un supporto a più livelli ("torre di servizio"); non ci possono essere panini, ma pane o focaccine con burro e marmellata, oppure toast, muffin o crumpet.
Il tè pomeridiano formale rimane una tradizione popolare nel Commonwealth, in particolare negli hotel di lusso. A Londra, i principali hotel competono per gli annuali Afternoon Tea Awards. In Canada, le cerimonie del tè pomeridiano presso i grandi hotel ferroviari sono una tradizione ben nota in tutto il paese. In Australia, luoghi a livello nazionale che vanno dall'Hotel Windsor a Melbourne, che per primo ha servito l'high tea nel 1883, agli hotel aperti nel 21º secolo servono una varietà di tè pomeridiani, inclusi quelli tradizionali, moderni e innovativi, a volte con oggetti aromatizzati utilizzando ingredienti locali. Negli Stati Uniti, "l'industria del tè pomeridiano" è anche principalmente la provincia degli hotel di destinazione.

### Cream tea
Questo spuntino è associato al West Country, ovvero Cornovaglia, Devon, Dorset e Somerset. Di solito consiste in focaccine, panna rappresa, marmellata di fragole e tè da bere. Alcuni locali forniranno burro invece di panna rappresa. In Australia, questo è comunemente chiamato "Devonshire Tea".

### Tè serale
Lo "high tea" è un pasto serale, talvolta associato alla classe operaia, in particolare dopo le partite sportive, soprattutto di cricket. Di solito viene consumato tra le 17:00 e le 19:00. In passato questo veniva talvolta chiamato anche "meat-tea".
In alcune parti del Regno Unito (vale a dire, il nord dell'Inghilterra, il Galles settentrionale e meridionale, la Scozia e alcune aree rurali e operaie dell'Irlanda del Nord), le persone tradizionalmente chiamano il pasto di mezzogiorno dinner e il pasto serale tea (servita intorno alle 18), mentre altrove si chiama il pasto di mezzogiorno lunch o luncheon e il pasto serale (servito dopo le 19) dinner (se formale) o supper (se informale).
L'high tea consiste tipicamente in un piatto salato (qualcosa di caldo o salumi come l'insalata di prosciutto, un'insalata tradizionale anglo-americana che somiglia all'insalata di pollo, di uova e di tonno), seguito da torte e pane, burro e marmellata. In The Cambridge Social History of Britain, 1750–1950, l'high tea è definito così:
Un'espressione stereotipata "You'll have had your tea", che significa "Immagino che tu abbia già mangiato", è usata per parodiare gli abitanti di Edimburgo come piuttosto avari di ospitalità. Una serie comica della BBC Radio 4 con questo nome è stata realizzata da Graeme Garden e Barry Cryer.

## Australia, Sudafrica e Nuova Zelanda
In Sud Africa, Nuova Zelanda e Australia, un piccolo incontro sociale informale di solito a casa di qualcuno per un tè e un pasto leggero (ad esempio biscotti, focaccine o fette di torta o panini) a metà pomeriggio viene definito "tè pomeridiano". Più in generale, può essere denominato così qualsiasi pasto leggero o spuntino consumato a metà pomeriggio, con o senza tè o altra bevanda calda. Se preso a metà mattina anziché a metà pomeriggio, il termine "tè del mattino" viene utilizzato al posto di "tè del pomeriggio" in Australia e Nuova Zelanda. Questi usi hanno perso popolarità negli ultimi anni, di pari passo con la crescita della cultura del caffè, in particolare in Australia. Il termine high tea è ora utilizzato nell'emisfero meridionale per descrivere i tè pomeridiani formali. Questi ultimi vengono spesso organizzati fuori dalle case private in sale da tè commerciali, luoghi per funzioni, hotel o simili.
In Australia e Nuova Zelanda, una pausa dal lavoro o dalla scuola presa a metà mattina è spesso conosciuta come "tè del mattino" e una pausa a metà pomeriggio come "tè del pomeriggio", con o senza il consumo del tè. Uno smoko, che originariamente significava "pausa sigaretta", è usato anche come slang per indicare una pausa, soprattutto per le persone che lavorano nel lavoro manuale.